# Xã Sandnes, Quận Yellow Medicine, Minnesota
Xã Sandnes (tiếng Anh: Sandnes Township) là một xã thuộc quận Yellow Medicine, tiểu bang Minnesota, Hoa Kỳ. Năm 2010, dân số của xã này là 199 người.